# معهد ترومان
معهد الأبحاث باسم هاري س. ترومان من أجل تعزيز السلام إنه معهد بحثي في الجامعة العبرية في القدس يقع في حرم جبل المشارف.

## الأهداف
في حفل وضع حجر الأساس للمعهد في تموز 1966، أُعلن أن المعهد سيكون «مركزًا للدراسات مكرسًا للسعي من أجل السلام، كما هو مأمول أن يسهم إسهاماً كبيرًا في تشكيل الانسجام الدولي وتعزيز التعاون بين الشعوب والدول حول العالم». اليوم، يعمل المعهد في مجالين في سياق السلام وحل النزاعات. المجال الأول عبارة عن مجال بحثي أكاديمي بينما المجال الثاني يتعلق بالنشاط العام وإنشاء منصة للخطاب والنشاط فيما يتعلق بموضوع السلام وحل النزاعات.
في حين أن جوهر أبحاث المعهد وممارساته هو الصراع العربي-الإسرائيلي والقدس والشرق الأوسط، يشجع معهد ترومان البحث والتفكير حول السلام وحل النزاعات في جميع أنحاء العالم. المعهد لديه برنامج منح الدكتوراه وما بعد الدكتوراه، ويدعم المشاريع البحثية التي يجريها باحثون كبار في إسرائيل والخارج، فضلاً عن الندوات وورش العمل والاجتماعات بين أفراد من مجموعات بخلفيات متنوعة، بما في ذلك العلماء ورجال الدولة والدبلوماسيون والطلاب والصحفيون والناشطون.

## التاريخ
تأسس المعهد عام 1966 بتشجيع ودعم رئيس الولايات المتحدة الأمريكية الثالث والثلاثين هاري س. ترومان، الذي كان في منصبه أثناء إعلان قيام دولة إسرائيل على يد دافيد بن غوريون.  كان الرئيس هاري ترومان أول قائِد دولي يعترف بدولة إسرائيل. استغرق التأسيس الفعلي للمعهد عدة سنوات من التأسيس الرسمي في عام 1966 إلى الانتهاء من تشييد مبناه في عام 1970. قام د. إلياهو إيلات، الذي كان أول سفير إسرائيلي لدى الولايات المتحدة (1948-1950)، بحملة نشطة لتطوير معهد أبحاث مكرس للسلام في الجامعة العبرية بعد انتهاء فترة عمله كرئيس للجامعة العبرية (1962-1968). أقيم حفل افتتاح مبنى المعهد في أيار 1970. تم تشييد المبنى بجوار المُدَرَّج في الحرم الجامعي في جبل المشارف وكان من بين المباني الأولى التي تم تشييدها في الحرم الجامعي بعد حرب الأيام الستة عام 1967 وعودة الجامعة إلى جبل المشارف.
جائزة ترومان للسلام
بين عامي 1991 و2013، منح معهد ترومان جائزة ترومان للسلام (كانت تُعرف سابقًا باسم «جائزة غيتلسون للسلام») إلى «الأفراد الذين قدموا مساهمة كبيرة في تعزيز السلام إقليمياً أو في جميع أنحاء العالم». هذه الجائزة تجسد التزام معهد ترومان بتعزيز السلام. الفائزون بهذه الجائزة على مر السنين كانوا:
- 1991 - وزيرة الصحة الفرنسية السابقة سيمون فايل - تقديراً لمساهمتها في الفهم الأوروبي للصراع الإسرائيلي-الفلسطيني.
- 1994 - وزير الخارجية النرويجي السابق يوهان يورغن هولست - تقديراً لمساهمته كوزير للخارجية النرويجية في تحقيق التقارب بين شعوب الشرق الأوسط، مما أدى إلى تشكيل جو جديد في العلاقة بين الشعوب المعادية سابقاً.  مُنِحَت جائزة السلام بعد وفاته.
- 1999 - عضو مجلس الشيوخ جورج ميتشل - تقديراً لمساهمته المستمرة في تقديم المشورة الحكيمة والدبلوماسية الحساسة والعزم الثابت، ودوره الرئيسي بالتوسط في اتفاقية الجمعة العظيمة للسلام.
- 2001 - السفير الأمريكي السابق ريتشارد هولبروك - تقديراً لمساهمته المحورية في تقريب الصراع في البوسنة نحو الحل.
- 2006 - الولايات المتحدة (المتقاعد) الجنرال كولين ل. باول - تقديراً لمساهمته في خوض الحرب على الإرهاب، ودفاعه المتحمس عن المثل الأعلى للديمقراطية وتوظيفه الماهر للدبلوماسية لبناء الثقة وإقامة التحالفات.
- 2008 - السفير الأمريكي دينيس ب. روس - تقديراً لمساهماته في بناء جسور التفاهم بين الأمم مع الحفاظ على التزامه الشخصي بمبادئ الديمقراطية، الحرية والتعددية، تقديرًا لمهاراته الدبلوماسية غير العادية وجهوده الدؤوبة في السعي لتحقيق السلام في الشرق الأوسط؛ وتقديرًا لدعمه المستمر لدولة إسرائيل.
- 2011 - رئيس البنك الدولي السابق السير جيمس د. ولفنسون - تقديراً لمساهمته في عملية السلام بين إسرائيل والفلسطينيين. تقديراً لرؤيته الثاقبة وقيادته الاستثنائية فيما يتعلق بالعملية الدبلوماسية؛ وإشادة لاهتمامه بالخير للشعبين الإسرائيلي والفلسطيني.
- 2013 - وزير الخارجية الأمريكي السابق، ووزير الخزانة ووزير العمل جورج ف. شولتز - تقديراً لالتزامه بالمضي قدماً بمفاوضات السلام بين إسرائيل وجيرانها، مع تعزيز القدرات الدفاعية لإسرائيل؛ وجهوده المتواصلة لضمان حق اليهود في الاتحاد السوفياتي السابق في الهجرة إلى إسرائيل وإلى دول أخرى في العالم الحر؛ والاعتراف بدوره المركزي في الجهود المبذولة لتحقيق الاستقرار في اقتصاد إسرائيل في الثمانينيات.

## رؤساء المعهد
- بروفيسور إرنست د. بيرجمان 1966-1975
- بروفيسور موشيه ماعوز 1975-1979
- بروفيسور هارولد ز. شيفرين 1979-1987
- بروفيسور بن عامي شيلوني 1987-1990
- بروفيسور ناعومي حزان 1990-1992
- بروفيسور موشيه ماعوز 1992-1998
- بروفيسور أمنون كوهين 1998-2003
- بروفيسور إيال بن أري 2003-2007
- بروفيسور ماريو سنايدر 2005-2006 (شغل منصب رئيس بشكل مؤقت)
- بروفيسور حاييم د. رابينوفيتش 2007-2009
- بروفيسور ستيفن كابلان 2009-2012
- بروفيسور مناحيم بلوندهايم 2012-2018
- دكتور أوديد ليفنهايم 2018-2019 (شغل منصب رئيس بشكل مؤقت)
- بروفيسور فيريد فينيتسكي-سيروسي 20018 حتى الآن

شغل العديد من الشخصيات البارزة منصب رئيس مجلس أمناء معهد ترومان، مثل السفراء الأمريكيين لدى إسرائيل ويليام براون (الذي شغل هذا المنصب لمدة 25 عامًا) وصموئيل لويس، الدبلوماسي الأمريكي ماكس كامبلمان، والسفير الإسرائيلي السابق لدى الولايات المتحدة موشيه آراد والوزير والسياسي الإسرائيلي السابق دان مريدور (الذي يشغل هذا المنصب حاليًا).

## الأنشطة
يحتوي المعهد ما يلي:
- مكتبة باسم ستانلي وروبرتا بوغن، التي تحتوي على مجموعة واسعة من المجلات والمحفوظات الخاصة التي تدعم مجالات بحث المعهد.
- مركز أبا إيبان للدبلوماسية الإسرائيلية، الذي يعزز الروابط بين السفراء والممثلين البرلمانيين من جميع أنحاء العالم.
- أرشيف أبا إيبان - الذي يحتوي على الأرشيف الشخصي لأبا إيبان، وزير الخارجية الإسرائيلي السابق.

يعمل معهد ترومان كمنصة بحث وتعاون لخمسين باحث الذين يأتون من خلفيات متنوعة ومجالات خبرة متنوعة. يشجع معهد ترومان الخطاب حول السلام وحل النزاعات ويتعامل مع الأحداث التاريخية وكذلك مع الأحداث الجارية. في عام 2020، عقد المعهد فعاليات لتحليل اغتيال قاسم سليماني، وكيف يمكن لكوفيد-19 التأثير على الصراع بين حماس في غزة وإسرائيل، وخطة ضم وادي الأردن وغيرها. في عام 2019، ألقى الرئيس الأمريكي السابق، جيمي كارتر، خطابًا خاصًا وحصريًا (يمكن العثور عليه في قناة Youtube الخاصة بالمعهد) كجزء من مؤتمر ترومان للسلام الذي كان موضوعه الذكرى الأربعين لاتفاق السلام بين إسرائيل ومصر. بالإضافة إلى ذلك، يدير المعهد برنامجًا خاصًا للمنح الدراسية لطلاب الدكتوراه وما بعد الدكتوراه الذين تتناول أبحاثهم موضوع السلام وحل النزاعات.

## روابط خارجية
- صفحة معهد هاري س للأبحاث. ترومان للنهوض بالسلام ، بموقع الجامعة العبرية